# Буланова (деревня)
Буланова — деревня в Ирбитском муниципальном образовании Свердловской области, Россия.

## География
Деревня Буланова находится к северо-западу от города Ирбита, в 4 километрах от центра (по автодорогам в 6 километрах), на правом берегу реки Ирбит (левого притока реки Ницы). Километром южнее расположен посёлок городского типа Пионерский, к которому от деревни ведёт дорога. В окрестностях деревни Булановой расположен ботанический природный памятник — Вязовые насаждения, самый восточный ареал гладкого вяза в России.

## Население
| 2010 | 2021 |
| ---- | ---- |
| 189  | ↗249 |